# Битка код Звечана
Битка код Звечана је била сукоб у 11. веку око земље и моћи између владајућег Византијског царства и Срба. Погранични град  Звечан постао је централно жариште окршаја, борби, препада и коначног десетковања и пораза Византијског царства у средњевековној Србији.

## Позадина

### Српски кнезови из осмог века
Почетком 8. века Кнежевина Србија је имала однос потпуно номиналне суверености са Византијским царством. Српски владари су крунисани као принчеви и сваки кнез је водио независну државу са несигурним везама са Цариградом којим је владала Византија.

### Сукоб
Средином 11. века Србија је водила низ узастопних ратова против Византијског царства. Крајњи резултат је било територијално проширење Србије и њено коначно напредовање у краљевину.
Српски владари Константин Бодин и жупан Вукан су дуго година успешно водили рат против Византијског царства. Циљ Вуканових похода био је потпуно заузимање Косова и ширење Србије према југу.

#### 1091-1094, окршаји и ратовање у граду Звечану
Град Звечан, који се тада налазио на граници две државе, био је поприште сталних окршаја и пограничних ратова између 1091-1094.
Српски упади су постали толико интензивни да је византијски цар Алексије Комнин одлучио да лично испита ситуацију.
Царев нећак, Јован Комнин, командант Драча, предводио је огромну војску у нападу на кнежевину Србију која се сусрела са много мањим српским снагама код града Звечана.
Византијске снаге су поражене. Вукан је послао јуришне војске дубоко у византијску територију, стижући чак до Скопља, Тетова и Врања.

## Последице
Следеће године чинило се да је нови византијски поход на Србе неизбежан, али је жупан Вукан је успео да склопи мировни уговор.